# Da Doo Ron Ron
Da Doo Ron Ron é o primeiro EP lançado pela banda paulista Vespas Mandarinas. O EP foi lançado de forma independente e é composto por 9 faixas. Algumas viriam a ser regravadas e lançadas no primeiro álbum de estúdio da banda, o Animal Nacional.

## Faixas
| N.º            | Título                                | Duração |  |
| 1.             | "Livre Demais"                        | 3:19    |  |
| 2.             | "Retroceder Nunca (Render-se Jamais)" | 3:11    |  |
| 3.             | "Sem Nome"                            | 3:02    |  |
| 4.             | "Impróprio"                           | 3:34    |  |
| 5.             | "Cobra de Vidro"                      | 3:21    |  |
| 6.             | "Da Doo Ron Ron (The Crystals)"       | 2:07    |  |
| 7.             | "Pesadilla Blues"                     | 4:52    |  |
| 8.             | "Cuide Dela"                          | 3:57    |  |
| 9.             | "O Inimigo"                           | 3:31    |  |
| Duração total: | Duração total:                        | 30:54   |  |

## Vespas Mandarinas
- Thadeu Meneghini - Vocal e guitarra
- Chuck Hipolitho - Guitarra e vocal
- Mauro Motoki - Baixo e vocal
- Michel "Mike" Vontobel - Bateria